# Challenger de Lyon 2019
El Open Sopra Steria de Lyon 2019 fue un torneo profesional de tenis, parte del circuito Challenger 2019, disputado en canchas de polvo de ladrillo entre el 10 y el 16 de junio en Lyon, Francia. Su 4ª edición tuvo como campeón en individuales a Corentin Moutet y a Philipp Oswald y Filip Polášek en dobles.

## Jugadores participantes del cuadro de individuales
| Favorito | País                        | Jugador              | Rank1 | Posición en el torneo  |
| -------- | --------------------------- | -------------------- | ----- | ---------------------- |
| 1        | Bandera de España           | Albert Ramos Viñolas | 87    | Cuartos de final       |
| 2        | Bandera de España           | Pablo Andújar        | 93    | Tercera ronda          |
| 3        | Bandera de Francia          | Corentin Moutet      | 110   | Campeón                |
| 4        | Bandera de Suecia           | Elias Ymer           | 115   | Final                  |
| 5        | Bandera de Portugal         | Pedro Sousa          | 124   | Tercera ronda          |
| 6        | Bandera de España           | Pedro Martínez       | 134   | Segunda ronda          |
| 7        | Bandera de Italia           | Gianluca Mager       | 142   | Baja                   |
| 8        | Bandera de Francia          | Quentin Halys        | 151   | Segunda ronda          |
| 9        | Bandera de España           | Enrique López Pérez  | 166   | Segunda ronda          |
| 10       | Bandera de Alemania         | Rudolf Molleker      | 173   | Tercera ronda          |
| 11       | Bandera de Bélgica          | Kimmer Coppejans     | 178   | Cuartos de final       |
| 12       | Bandera de Bélgica          | Arthur De Greef      | 181   | Segunda ronda          |
| 13       | Bandera de Francia          | Maxime Janvier       | 190   | Tercera ronda          |
| 14       | Bandera de Francia          | Constant Lestienne   | 192   | Segunda ronda          |
| 15       | Bandera de Colombia         | Daniel Elahi Galán   | 197   | Segunda ronda          |
| 16       | Bandera de los Países Bajos | Tallon Griekspoor    | 198   | Segunda ronda / retiro |

- 1 Se ha tomado en cuenta el ranking del 27 de mayo de 2019.

### Otros participantes
Los siguientes jugadores recibieron una invitación (wild card), por lo tanto ingresaron directamente al cuadro principal (WC):
- Antoine Cornut Chauvinc
- Hugo Gaston
- Manuel Guinard
- Matteo Martineau

Los siguientes jugadores ingresaron al cuadro principal por exención especial (SE):
- Rudolf Molleker

Los siguientes jugadores ingresaron al cuadro principal como suplentes (ALT):
- Alessandro Bega
- Hugo Nys

Los siguientes jugadores ingresaron al cuadro principal utilizando su ranking ITF:
- Corentin Denolly
- Eduard Esteve Lobato
- Peter Heller
- Oriol Roca Batalla
- Tim van Rijthoven

Los siguientes jugadores ingresaron al cuadro principal tras disputar el cuadro clasificatorio (Q):
- Benjamin Bonzi
- Borna Gojo

Los siguientes jugadores ingresaron al cuadro principal como perdedores afortunados (LL):
- Hugo Grenier

## Campeones

### Individual Masculino
- Corentin Moutet derrotó en la final a  Elias Ymer, 6–4, 6–4.

### Dobles Masculino
- Philipp Oswald /  Filip Polášek derrotaron en la final a  Simone Bolelli /  Andrea Pellegrino,  6–4, 7-6(2).